# 1668年亚琛条约

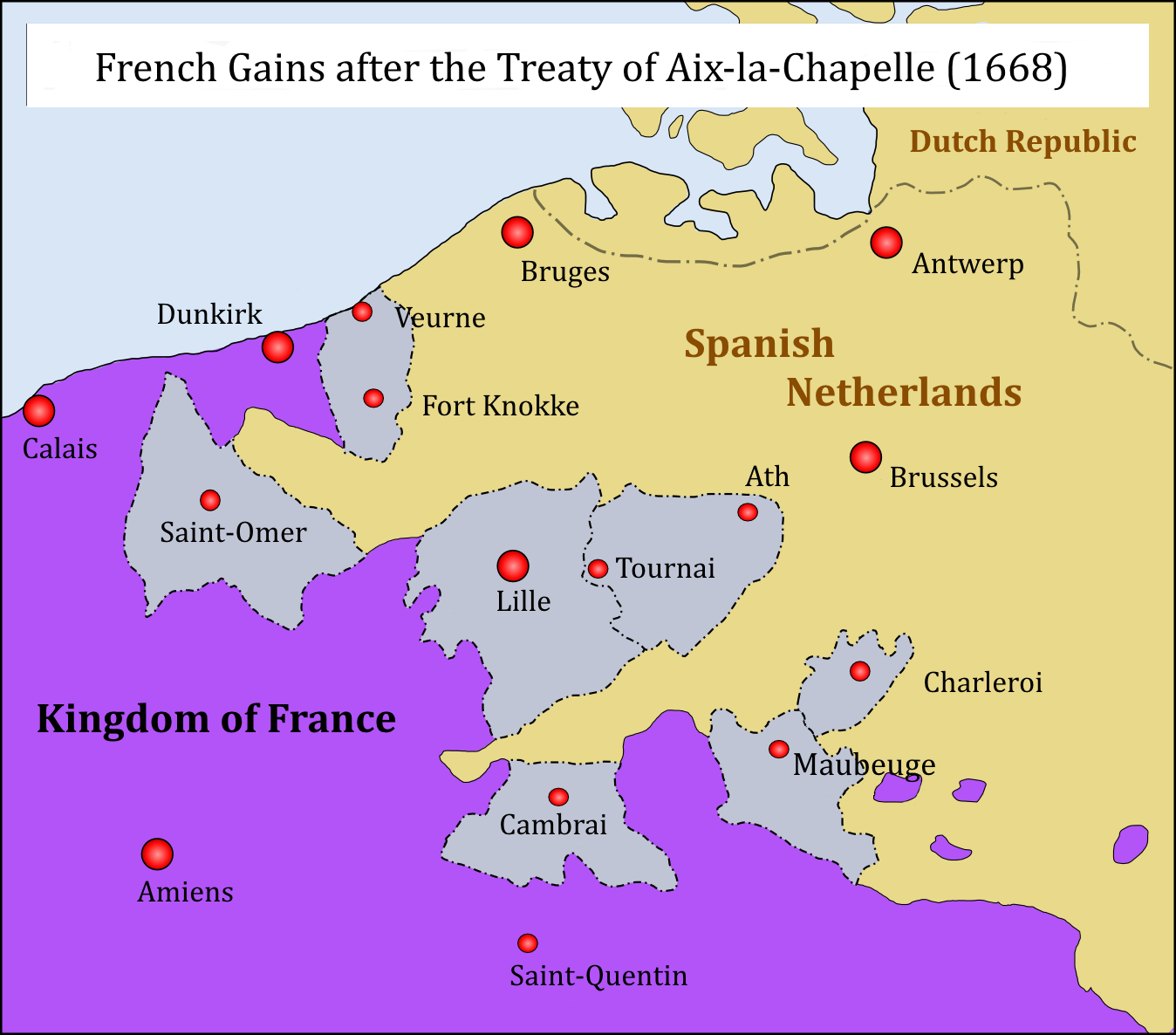
1668年亞琛條約签订后法国和西班牙两国领土变动示意图

1668年亞琛條約是一部由法國與西班牙於1668年簽定的和约。1668年亞琛條約为1667年的遺產戰爭划上了句号。该条约使法国君主路易十四获得了一部分的西属尼德兰（今比利时）的土地，但根据条约路易十四亦需要退还一部分攻下的西属尼德兰的土地。